# پیکلا
پیکلا (به هلندی: Pekela) یک شهرستان در هلند است که در خرونینگن واقع شده‌است. پیکلا ۱ متر بالاتر از سطح دریا واقع شده‌است.